# Pomatiopsis binneyi
Pomatiopsis binneyi är en snäckart som beskrevs av Tryon 1863. Pomatiopsis binneyi ingår i släktet Pomatiopsis och familjen Pomatiopsidae. Inga underarter finns listade i Catalogue of Life.